# Korytnica (powiat Węgrowski)
Korytnica is een dorp in het Poolse woiwodschap Mazovië, in het district Węgrowski. De plaats maakt deel uit van de gemeente Korytnica en telt 860 inwoners.